# Sondaje intermitente
El sondaje intermitente consiste en el vaciado frecuente de la vejiga mediante una sonda de un solo uso. En el caso de que una persona no pueda orinar con normalidad, es uno de los métodos para ayudarle a vaciar su vejiga de forma regular. 
El Sondaje Intermitente esta especialmente indicado para personas que poseen vejiga neurógena, cuyas conexiones nerviosas de la columna con la vejiga se han visto afectadas por alguna lesión medular o de otra naturaleza y no le permiten controlar voluntariamente la micción.
En los años 70 el Dr. Jack Lapides desarrolló el Sondaje Intermitente Limpio (SIL). Esta técnica permitió generalizar la utilización del sondaje intermitente fuera del ámbito hospitalario.
El SIL se usa cuando el paciente debe orinar y a menudo es él mismo quien se introduce la sonda (Autosondaje limpio intermitente o ALI), este método da más libertad y comodidad a los pacientes a la vez que no aumenta los problemas médicos tales como infecciones. El SIL puede ser realizado tanto temporalmente, mientras se realiza algún tratamiento, o durante toda la vida. 
Las sondas pueden ser de dos tipos, sondas comunes o sondas hidrofílicas. A corto y largo plazo las sondas no hidrofílicas están asociadas a trauma, molestias y deterioro del epitelio uretral que puede llevar a complicaciones como la estenosis o la infección crónica de las vías urinarias. Sin embargo, la generación más moderna de sondas incorpora un recubrimiento exterior hidrofílico que absorbe y retiene en su estructura el agua permitiendo así un sondaje con un mínimo de fricción.